# 斎藤 (扶桑町)
斎藤（さいとう）は愛知県丹羽郡扶桑町の大字。

## 地理
扶桑町では、柏森・斎藤・高木を柏森地域と分類している。扶桑町の南西部に位置し、江南市と大口町に隣接している。面積は約332haで、そのうち市街化区域が約52%を占めている。生産年齢人口比率は 61.5%であり、町内で最も生産年齢人口比率が高い地域である。人口が微増しており、この傾向は2030年（令和12年）まで続くとされる。

### 小字
山那に属している小字は以下の通りである
| - 県タ（あがた） - 県（あがた） - 旭（あさひ） - 榎（えのき） - 折橋（おりはし） - 北中（きたなか） - 北屋敷（きたやしき） | - 北山（きたやま） - 北脇（きたわき） - 小島（こじま） - 小垂（こだれ） - 境山（さかいやま） - 座敷野（ざしきの） - 中屋敷（なかやしき） | - 西屋敷（にしやしき） - 巾（はば） - 東屋敷（ひがしやしき） - 本郷屋敷（ほんごうやしき） - 本新須（ほんしんす） - 御堂（みどう） - 緑（みどり） | - 宮島（みやじま） - 宮添（みやぞえ） - 薬師堂（やくしどう） - 山神前（やまがみまえ） - 山神（やまがみ） - 山尻境（やまじりざかい） - 山添（やまぞえ） |

## 歴史

### 地名の由来
斎藤は古代、前利または前刀と呼んだ地である。いつ頃から斎藤と呼ぶようになったかは明らかでないが、1608年（慶長13年）の検地帳には「尾張国丹羽郡前利村」とあり、1755年（宝暦5年）の検地帳には「尾州斎藤村」と書かれていることから、江戸時代に斎藤村と呼ぶようになったことが分かる。伝承によれば、慶長の頃この村に疫病が広まった時、人々は村名が前利神社と同じであるため、神の怒りであろうと思い、前利を斎藤に改めたと言われている。また、少し以前にはさきとの神社とも呼ばれていた。

### 明治
- 1889年（明治22年）10月1日 - 高木村と合併し豊国村発足。
- 1906年（明治39年）10月1日 - 山名村、高雄村の一部、柏森村の一部と合併し、扶桑村発足。同日豊国村は廃止。

### 自治体の変遷
| 郡       | 明治初年頃 | 明治11年 | 明治22年 | 明治28年                    | 明治39年                                | 昭和27年                                | 昭和29年                                | 昭和37年 - 現在 |
| -------- | ---------- | -------- | -------- | --------------------------- | --------------------------------------- | --------------------------------------- | --------------------------------------- | --------------- |
| 丹 羽 郡 |            |          |          |                             |                                         |                                         |                                         |                 |
| 斎藤村   | 斎藤村     | 豊国村   | 豊国村   | 明治39年10月1日 合併 扶桑村 | 昭和27年8月1日 町制施行 扶桑町 大字斎藤 | 昭和27年8月1日 町制施行 扶桑町 大字斎藤 | 昭和27年8月1日 町制施行 扶桑町 大字斎藤 |                 |

## 世帯数と人口
2022年（令和4年）12月1日現在の世帯数と人口は以下の通りである。
| 地区   | 世帯数 | 人口  |
| ------ | ------ | ----- |
| 斎藤東 | 370    | 814   |
| 斎藤西 | 375    | 956   |
| 斎藤中 | 120    | 304   |
| 斎藤南 | 283    | 721   |
| 斎藤北 | 286    | 712   |
| 緑ヶ丘 | 254    | 604   |
| 計     | 1,688  | 4,111 |

### 人口の変遷
国勢調査による人口の推移。
| 年                 | 人口  |
| ------------------ | ----- |
| 1995年（平成7年）  | 4,200 |
| 2000年（平成12年） | 4,406 |
| 2005年（平成17年） | 4,584 |
| 2010年（平成22年） | 4,670 |
| 2015年（平成27年） | 4,822 |
| 2020年（令和2年）  | 4,858 |

- 平均年齢 - 46.4歳（2020年）[15]

### 世帯数の変遷
国勢調査による世帯数の推移。
| 年                 | 世帯数 |
| ------------------ | ------ |
| 1995年（平成7年）  | 1,255  |
| 2000年（平成12年） | 1,392  |
| 2005年（平成17年） | 1,524  |
| 2010年（平成22年） | 1,638  |
| 2015年（平成27年） | 1,768  |
| 2020年（令和2年）  | 1,883  |

## 小・中学校の学区
町立小・中学校に通う場合、学区は以下の通りとなる。
| 地区名 | 小学校             | 中学校             |
| ------ | ------------------ | ------------------ |
| 全域   | 扶桑町立柏森小学校 | 扶桑町立扶桑中学校 |

## 施設

### 公共施設
教育機関
- 誠信高等学校

保健機関
- 扶桑町総合福祉センター

## 寺社
- 前利神社
- 正覚寺

## 交通

### 道路
主要地方道
- 愛知県道64号一宮犬山線

一般県道
- 愛知県道156号小渕江南線
- 愛知県道194号斎藤羽黒線

## その他

### 日本郵便
- 郵便番号 : 480-0104[3]（集配局：扶桑郵便局[17]）。